# Schreinemakers TV
Schreinemakers TV war im Jahr 1997 eine kurzlebige, von Margarethe Schreinemakers moderierte Infotainment-Sendung beim deutschen Privatfernsehsender RTL. Das Format wurde nahezu 1:1 von der Vorgängersendung beim Konkurrenzsender Sat.1 übernommen, die dort von 1992 bis 1996 – ebenfalls moderiert durch Schreinemakers – unter dem Titel Schreinemakers Live ausgestrahlt wurde. Die Sendung wurde wöchentlich ausgestrahlt. Die Sendezeit betrug mehrere Stunden. Im Vergleich zur ursprünglichen Sendung bei Sat.1 fielen die Zuschauerzahlen jedoch stark, weshalb die Sendung zum Jahresende 1997 (letzte Sendung: 18. Dezember 1997) wieder abgesetzt wurde.

## Inhalte
Schreinemakers TV befasste sich wie schon zuvor Schreinemakers Live mit unterschiedlichen Themen. Meist waren dazu Betroffene in die Sendung eingeladen und wurden von Schreinemakers interviewt.
Der Moderatorin wurde des Öfteren in den Medien vorgeworfen, mit übertriebener Emotionalität durch die Sendung zu führen. Der Publizistikprofessor Siegfried Weischenberg fasste diese Kritik mit dem Begriff „Schreinemakerisierung“ zusammen, die er wie folgt definierte: „Schreinemakerisierung vermittelt keine Fakten, sondern das Gefühl, dass die Menschen – von einer glaubwürdigen Herrin der Gezeiten – über diese Welt auf dem Laufenden gehalten werden.“